# Rin Aoki

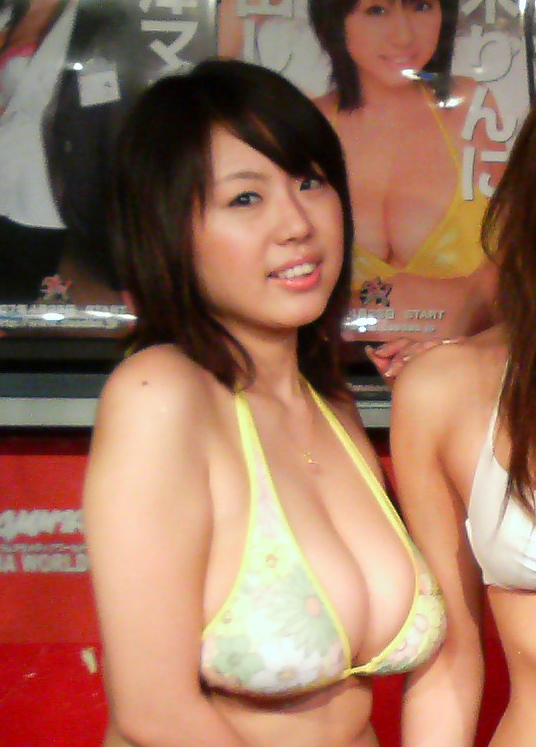
Rin Aoki (2007)

Rin Aoki (japanisch 青木 りん; * 28. Februar 1985 in der Präfektur Yamagata) ist ein japanisches AV Idol und Pornodarstellerin.

## Werdegang
Aoki wurde 2002 in Harajuku gescoutet und arbeitete zunächst bis 2005 als Gravure Idol. Im Anschluss stieg sie in die AV Branche ein und wurde schnell eines der Aushängeschilder des damals in Japan populären Labels S1. Dieses verließ sie im März 2007 nach dem Dreh von 13 Filmen, darunter Explosion, dessen DVD-Cover sie zierte. Sie trat zudem gelegentlich im japanischen Fernsehen auf. 2006 wurde sie bei den 7th Takeshi Kitano Awards als Star AV Actress gekürt. Im gleichen Jahr gewann der Film Hyper – Barely There Mosaic mit ihr sowie Maria Ozawa, Sora Aoi, Yua Aida, Yuma Asami und Honoka den Preis für den bestverkauften AV-Film des Jahres.

## Filmografie (Auswahl)
Filme
- 2003: Burst
- 2003: Rin Aoki Blue Beans
- 2005: EIGHT
- 2006: Soul Milk Rin Aoki
- 2006: Six Costumes Pakopako!
- 2007: Hyper-Risky Mosaic
- 2008: Rin Aoki – Fallen Urine-Drinking Pig Idol
- 2009: Married Woman Self-Sacrifice Rape
- 2010: Rin Aoki In Soap Land
- 2010: Non Stop Orgasm – Portio Endorphin
- 2010: Brush Down Losing One’s Virginity